# Rocky River, Ohio
Rocky River là một thành phố thuộc quận Cuyahoga, tiểu bang Ohio, Hoa Kỳ. Năm 2010, dân số của thành phố này là 20213 người.

## Dân số
- Dân số năm 2000: 20735 người.
- Dân số năm 2010: 20213 người.